# Heimersdorf
Heimersdorf je francouzská obec v departementu Haut-Rhin v regionu Grand Est. V roce 2014 zde žilo 651 obyvatel.

## Poloha obce
Sousední obce jsou: Bisel, Hirsingue, Largitzen a Ruederbach.

## Vývoj počtu obyvatel
Počet obyvatel